# Brachycolus cornicolum
Brachycolus cornicolum är en insektsart. Brachycolus cornicolum ingår i släktet Brachycolus och familjen långrörsbladlöss. Inga underarter finns listade i Catalogue of Life.